# Markéta Plánková
Markéta Plánková (* 15. dubna 1978 Nové Město na Moravě) je česká herečka, muzikantka, zpěvačka a moderátorka. Známou se stala především díky seriálovým rolím.

## Profesní život
Jedná se o absolventku kroměřížské hudební konzervatoře, poté se hlásila na JAMU. Tam to nevyšlo a až o něco později byla přijata na pražskou DAMU, kde vystudovala katedru alternativního a loutkového divadla. Během studií učila na konzervatoři a také začala hrát v ateliéru Jana Schmida. Velmi brzy pak byla obsazována do nejrůznějších rolí v inscenacích divadelního souboru Studia Ypsilon, kde účinkuje dodnes. Hrála v seriálu Zdivočelá země (2001). V roce 2005 jí do hlavní role svého televizního filmu Slečna Julie obsadil režisér Jiří Krejčík. Dva roky byla moderátorkou nedělního pohádkového pásma ČT pro děti Edův pohádkový balík. V seriálu Rodinná pouta hrála Hedviku Liškovou-Valentovou (vybral si ji někdejší režisér seriálu Jan Sládek). Hrála v seriálu Světla pasáže, který od února 2007 vysílala televize Nova. Od března 2008 (dílem 20) do prosince roku 2013 hrála v seriálu Ordinace v růžové zahradě 2.
Z divadelních rolí ve Studiu Ypsilon účinkovala v Orfeovi v podsvětí (režie Jan Schmid), rovněž ve Schmidově česko-kanadském projektu Já a ostatní. Dále hrála v Oprátce (Dvorní dáma a jiné), nyní účinkuje v Praze stověžaté (Drahomíra, Anča Vzaduhladká), ve Třech mušketýrech (Ketty), v Kometě Hanzelínově (zpěvačka Věra), v Rusalce (Lesní žínka). S herci z Rodinných pout také objížděla Česko s putovním představením divadelní komedie Postel plná cizinců (Helga, Simone).
Je také zpěvačka, neboť je všestranně hudebně nadaná – hraje na akordeon, zobcovou flétnu a klavír. Je hostující členkou hudební skupiny Botafogo (spolu s kolegy z Ypsilonky Janem Jiráněm a Danielem Švábem).

## Osobní život
Při natáčení Rodinných pout se sblížila s ženatým hereckým kolegou Romanem Štolpou, se kterým má nemanželskou dceru Agátu. Otěhotněla ve stejné době, kdy natáčela seriál Světla pasáže, takže scenáristka Eva Papoušková musela dokonce přepsat scénář. Dcera Agáta, se kterou žije v pražském Karlíně, se jí narodila v roce 2007. Od roku 2009 s nimi žil i Daniel Častvaj, za kterého se vdala v říjnu 2010; 1. května 2011 se jim narodila dcera Julie. V roce 2022 se Plánková s Častvajem rozešli.

## Filmografie
- Krejzovi (2018) – Bára Damová
- Mordparta (seriál) (2016–2017) – Naďa
- Cesty domů III (2015)
- První republika (2013) – Klára Valentová-Léblová
- Ordinace v růžové zahradě 2 (2008–2013) – MUDr. Magda Mázlová
- Světla pasáže (2007) – Julie Lamplová
- Rodinná pouta (2005–2006) – Hedvika Lišková-Valentová
- Slečna Julie (2005) – Julie
- Zdivočelá země (2001)